# Don Rickles
Donald Jay Rickles, detto Don (New York, 8 maggio 1926 – Beverly Hills, 6 aprile 2017), è stato un comico, cabarettista e attore statunitense.

## Biografia

### Infanzia ed esordi
Rickles nacque a New York, nel Queens, da genitori ebrei, Max Rickles ed Etta Feldman, di origine rispettivamente lituana e austriaca. Crebbe nel piccolo quartiere di Jackson Heights. Dopo essersi diplomato alla Newton High School di New York, servì la marina statunitense nella seconda guerra mondiale, a bordo della USS Cyrene come mozzo, sino a quando non venne congedato nel 1946. Due anni dopo studiò all'accademia statunitense delle arti drammatiche, interpretando occasionalmente piccole parti in televisione.
Frustrato dalla mancanza di lavoro, iniziò a recitare in propri spettacoli, da solo. Divenne noto come "comico degli insulti", imparando a rispondere sarcasticamente al pubblico. Al pubblico piacquero questi insulti più del materiale che Rickles preparava in privato, così ne sviluppò alcuni nell’ambito di un vero e proprio spettacolo. La sua recitazione ricordava quella di Jack E. Leonard, nonostante Rickles abbia negato alcuna influenza di Leonard sul suo stile.

### Anni cinquanta e sessanta
Mentre lavorava in un nightclub di Miami, incontrò Frank Sinatra, e disse «Ho visto il tuo film, Orgoglio e passione.. e volevo dirti.. la recitazione del cannone era ottima», aggiungendo poi «Fai come fossi a casa tua: colpisci qualcuno!». A Sinatra, che amichevolmente chiamava Rickels "crapa pelata", Rickles piacque così tanto che spronò i suoi amici e colleghi a vedere i suoi spettacoli. Il manager di Sinatra aiutò Rickles a diventare anche un attore di prima categoria a Las Vegas. Rickles si guadagnò i soprannomi di "mercante di Veleno" e "Mr. Warmth" per il suo tipo di commedia basata sull'insulto. Spesso, quando veniva presentato al pubblico in un talk show televisivo, i registi inserivano una colonna sonora da matador spagnolo. Rickles ha asserito: «Mi sono sempre immaginato come il mattatore che affronta un pubblico di tori».
Nel 1958 esordì al cinema con Mare caldo. Durante gli anni sessanta apparve frequentemente in televisione in sit-com e soap opera. In un episodio della serie televisiva I giorni di Bryan, interpretò un comico distratto la cui esibizione terminava con lo strangolare uno spettatore dicendogli «Ridi!». Apparve anche nella saga di Vacanze sulla spiaggia. Nella sua biografia scrisse che, a una cena alla Casa Bianca, Barbara Bush gli chiese il perché delle apparizioni in quei film, dicendo ironicamente: «Eri caduto così in basso?». Dal 1965 divenne un ospite frequente del talk show Tonight Show Starring Johnny Carson, a cui partecipò più di 100 volte come ospite speciale. Apparve anche nel Dean Martin Show, divenendo una sorta di "marchio di fabbrica" degli special di Dean Martin, che continuarono sino al 1984. Nel 1968 uscì il suo album Hello, Dummy, che raggiunse il cinquantaquattresimo posto nella Billboard Hot 100. Quello stesso anno aprì il suo varietà, il Don Rickles Show, che rimase per un anno.

### Anni settanta e ottanta
Nel 1970 Rickles recitò nel ruolo del sergente "Crapgame" (Rubamazzo nella versione italiana) in I guerrieri, di Brian G. Hutton, con Clint Eastwood. Nel 1972 riaprì il Don Rickles Show sotto forma di sitcom. In questo periodo partecipò anche a una serie di special di serie televisive. Nel 1976 iniziò a recitare nella sitcom C.P.O. Sharkey, in cui rimase per due stagioni. La sua permanenza è ricordata soprattutto per il cosiddetto "incidente della scatola portasigarette", che accadde durante lo spettacolo. Questo incidente venne spesso parodiato nel Tonight Show e venne considerato una pietra miliare della commedia degli anni settanta.
Un altro numero del Tonight che venne spesso parodiato sarebbe accaduto anni dopo. Mentre due donne giapponesi stavano massaggiando Carson, Rickles entrò sul set. A un certo punto, decise di far finta di essere una massaggiatrice giapponese. Non appena Carson lo notò, Rickles disse: «Sono tanto solo, Johnny!». Carson iniziò a ridere istericamente, afferrò Rickles e lo buttò nell'acqua calda. Nei primi anni ottanta iniziò a recitare con il cantante Steve Lawrence in alcuni concerti a Las Vegas. Nel 1983 il duo presentò la serie televisiva Foul-Ups, Bleeps & Blunders, su ABC Channel, un'imitazione del format TV's Bloopers & Practical Jokes della NBC. Nel 1985 Frank Sinatra, durante uno spettacolo alla Second Inaugural Hall di Ronald Reagan, asserì di non voler recitare se non con Rickles al fianco. L'attore considerò questa performance il picco della sua carriera.

### Anni novanta
Nel 1992 partecipò ad Amore all'ultimo morso, di John Landis. Rickles disse di avere scoperto Landis in I guerrieri, in cui faceva da assistente alla regia di Brian G. Hutton. Durante le riprese di Amore all'ultimo morso, Rickles, scherzando, spesso inveiva contro Landis e pretendeva che questi gli andasse a prendere un caffè o a sbrigare certe commissioni, ricordandogli il suo vecchio mestiere di assistente alla regia. Nel 1993 recitò in un'altra sitcom, Daddy Dearest, a fianco del comico Richard Lewis. Nel 1995 ritornò al cinema con due campioni d'incassi: Casinò, di Martin Scorsese, con Robert De Niro, e Toy Story, in cui doppiò Mr. Potato. Riprese quel ruolo anche in Toy Story 2 e in Toy Story 3 - La grande fuga.
Secondo alcune dichiarazioni, Rickles non aveva intenzione di ritirarsi, dopo aver detto, in un'intervista: «Sono in buona salute. Lavoro come non ho mai lavorato. Il pubblico è meraviglioso. Perché dovrei ritirarmi? Sono come un guerriero! Suonano la campana e io vengo fuori e combatto. La mia energia viene viva. E io me la godo». La sua biografia, Rickles' Book è stata pubblicata da Simon & Schuster l'8 maggio 2007. Il 2 dicembre 2007 John Landis diresse e presentò un documentario sulla carriera dell'attore, prodotto dalla HBO, chiamato Mr. Warmth: The Don Rickles Project.

### Morte
Rickles morì il 6 aprile 2017 per insufficienza renale all'età di 90 anni ed è sepolto nel Mount Sinai Memorial Park Cemetery di Los Angeles. A causa della sua morte non riuscì a registrare i dialoghi di Mr. Potato per Toy Story 4, in uscita nel 2019. Tuttavia il 28 marzo di quell'anno il regista del film Josh Cooley annunciò tramite il suo profilo Twitter che la voce dell'attore sarebbe stata presente nella pellicola grazie a dialoghi di Mr. Potato registrati e non utilizzati nei precedenti film della serie.

### Vita privata
Rickles e sua moglie Barbara erano amici del comico Bob Newhart e sua moglie, Ginny, e spesso andavano in vacanza insieme. Rickles e Newhart apparvero insieme al Tonight Show with Jay Leno il 24 gennaio 2005, il lunedì dopo la morte di Johnny Carson, per ricordare le loro comparsate nello show di Carson, incluso il numero del portasigarette di Carson, rotto accidentalmente da Rickles. Rickles è stato sposato con l'attrice Barbara Sklar dal 1965. Aveva una figlia, Mindy, un figlio, Larry (1970-2011, morto a 41 anni per problemi respiratori in seguito a una polmonite), e due nipoti, Ethan ed Harrison Mann. Massone, divenne Maestro nella Loggia Service City Geba Lodge No. 1009 di Astoria, New York, il 6 giugno 1953.

## Filmografia

### Cinema
- Mare caldo (Run Silent, Run Deep), regia di Robert Wise (1958)
- La trappola del coniglio (The Rabbit Trap), regia di Philip Leacock (1959)
- Ragazzi di provincia (The Rat Race), regia di Robert Mulligan (1960)
- L'uomo dagli occhi a raggi X (X: The Man with the X-ray Eyes), regia di Roger Corman (1963)
- Muscle Beach Party, regia di William Asher (1964)
- Bikini Beach, regia di William Asher (1964)
- Pigiama party (Pijama Party), regia di Don Weis (1964)
- Una sirena sulla spiaggia (Beach Blanket Bingo), regia di William Asher (1965)
- Enter Laughing, regia di Carl Reiner (1967)
- La giungla del denaro (The Money Jungle), regia di Francis D. Lyon (1967)
- La carta vincente (Where It's At), regia di Garson Kanin (1969)
- I guerrieri (Kelly's Heroes), regia di Brian G. Hutton (1970)
- La macchina dell'amore (The Love Machine), regia di Jack Haley Jr. (1971)
- Uno sbirro e una canaglia (Keaton's Cop), regia di Robert Burge (1990)
- Amore all'ultimo morso (Innocent Blood), regia di John Landis (1992)
- Casinò (Casino), regia di Martin Scorsese (1995)
- Dirty Work - Agenzia lavori sporchi (Dirty Work), regia di Bob Saget (1998)
- Dennis colpisce ancora (Dennis the Menace Strikes Again!), regia di Charles T. Kanganis (1998)

### Televisione
- Stage 7 – serie TV, episodio 1x16 (1955)
- Cavalcade of America - serie TV, 2 episodi (1955-1956)
- Four Star Playhouse - serie TV, 1 episodio (1956)
- Chevron Hall of Stars - serie TV, 3 episodi (1956)
- L'uomo ombra (The Thin Man) – serie TV, episodio 2x26 (1959)
- June Allyson Show (The DuPont Show with June Allyson) - serie TV, 4 episodi (1959-1960)
- Ai confini della realtà (The Twilight Zone) – serie TV, episodio 2x19 (1961)
- Carovane verso il West (Wagon Train) - serie TV, 1 episodio (1961)
- Hennesey - serie TV, 1 episodio (1961)
- The Dick Powell Show – serie TV, episodio 1x21 (1962)
- Lotta senza quartiere (Cain's Hundred) - serie TV, 1 episodio (1962)
- La famiglia Addams (The Addams Family) - serie TV, 1 episodio (1964)
- The Dick Van Dyke Show - serie TV, 2 episodi (1964)
- La legge di Burke (Burke's Law) - serie TV, 3 episodi (1963-1965)
- I mostri (The Munsters) - serie TV, 1 episodio (1965)
- The Beverly Hillbillies - serie TV, 1 episodio (1965)
- Gomer Pyle, U.S.M.C. - serie TV, 1 episodio (1965)
- The Andy Griffith Show - serie TV, 1 episodio (1965)
- Kibbee Hates Fitch - film TV (1965)
- I forti di Forte Coraggio (F Troop) - serie TV, 1 episodio (1965)
- Selvaggio west (The Wild Wild West) - serie TV, episodio 1x24 (1966)
- Polvere di stelle (Bob Hope Presents the Chrysler Theatre) - serie TV, 2 episodi (1965-1966)
- L'isola di Gilligan (Gilligan's Island) - serie TV, 1 episodio (1966)
- The Lucy Show - serie TV, 1 episodio (1967)
- Le spie (I Spy) – serie TV, episodio 2x26 (1967)
- Strega per amore (I Dream of Jeannie) - serie TV, 1 episodio (1967)
- I giorni di Bryan (Run for Your Life) - serie TV, 2 episodi (1966-1967)
- Get Smart - serie TV, 3 episodi (1968-1969)
- The Mothers-In-Law - serie TV, 1 episodio (1969)
- Pat Paulsen's Half a Comedy Hour - serie TV, 1 episodio (1970)
- The Don Rickles Show - serie TV, 7 episodi (1972)
- The Bob Hope Show - serie TV, 1 episodio (1973)
- Medical Center - serie TV, 1 episodio (1976)
- CPO Sharkey - serie TV, 37 episodi (1976-1978)
- For the Love of It - film TV (1980)
- Archie Bunker's Place - serie TV, 1 episodio (1982)
- La piccola grande Nell (Gimme a Break!) - serie TV, 1 episodio (1983)
- George Burns Comedy Week - serie TV, 1 episodio (1985)
- Bravo Dick (Newhart) - serie TV, 1 episodio (1989)
- I racconti della cripta (Tales from the Crypt) - serie TV, 1 episodio (1990)
- Hunter - serie TV, 1 episodio (1991)
- Daddy Dearest - serie TV, 13 episodi (1993)
- The Larry Sanders Show - serie TV, 1 episodio (1997)
- The Single Guy - serie TV, 1 episodio (1997)
- Murphy Brown - serie TV, 1 episodio (1998)
- The Bernie Mac Show - serie TV, 1 episodio (2002)
- The Wool Cap - film TV (2004)
- The Catch - film TV (2005)
- The Unit - serie TV, 1 episodio (2007)
- Hot in Cleveland - serie TV, 2 episodi (2011)

### Doppiaggio
- Toy Story - Il mondo dei giocattoli (1995)
- La spada magica - Alla ricerca di Camelot (1998)
- Toy Story 2 - Woody e Buzz alla riscossa (1999)
- Toy Story 3 - La grande fuga (2010)
- Vacanze hawaiiane - cortometraggio (2011)
- Il signore dello zoo (2011)
- Buzz a sorpresa - cortometraggio (2011)
- Non c'è festa senza Rex - cortometraggio (2012)
- Toy Story of Terror! - cortometraggio TV (2013)
- Toy Story: Tutto un altro mondo - cortometraggio TV (2014)
- Toy Story 4 (2019) - postumo

## Doppiatori italiani
Nelle versioni in italiano delle opere in cui ha recitato, Don Rickles è stato doppiato da:
- Gianni Vagliani in Casinò, Dirty Work - Agenzia lavori sporchi
- Manlio Busoni in Mare caldo
- Sergio Fantoni in Ragazzi di provincia
- Carlo Romano ne L'uomo dagli occhi a raggi X
- Ferruccio Amendola ne I guerrieri
- Pietro Ubaldi in Ai confini della realtà (doppiaggio tardivo)
- Mario Bardella in Amore all'ultimo morso
- Maurizio Scattorin in Dennis colpisce ancora
- Carlo Reali in The Wool Cap
- Pietro Biondi in Hot in Cleveland

Da doppiatore è sostituito da:
- Angelo Nicotra in Toy Story - Il mondo dei giocattoli, Toy Story 2 - Woody e Buzz alla riscossa, Toy Story 3 - La grande fuga, Vacanze hawaiiane, Buzz a sorpresa, Non c'è festa senza Rex, Toy Story of Terror!, Toy Story: Tutto un altro mondo, Toy Story 4
- Gigi Proietti ne La spada magica - Alla ricerca di Camelot
- Stefano Traversari ne Il signore dello zoo